# آریوونیمامو II
آریوونیمامو II (به لاتین: Arivonimamo II) یک منطقهٔ مسکونی در ماداگاسکار است که در آریوونیمامو واقع شده‌است. آریوونیمامو II ۱۰٬۰۰۰ نفر جمعیت دارد و ۱٬۳۷۳ متر بالاتر از سطح دریا واقع شده‌است.